# Oligochaetochilus
Oligochaetochilus é um género botânico pertencente à família das orquídeas (Orchidaceae).